# Шауфельбергер, Хайнц
Хайнц Шауфельбергер (нем. Heinz Schaufelberger; 19 ноября 1947 — 16 февраля 2020) — швейцарский шахматист.
Чемпион Швейцарии (1971 и 1972).
В составе национальной сборной участник 3-х Олимпиад (1970—1974).

## Изменения рейтинга
| Графики недоступны из-за технических проблем. См. информацию на Фабрикаторе и на mediawiki.org. |